# 树窝乡
树窝乡，是中华人民共和国四川省凉山彝族自治州美姑县曾经下辖的一个乡。2021年1月12日，撤销树窝乡和龙窝乡，设立瓦候乡。以原树窝乡和原龙窝乡所属行政区域为瓦候乡的行政区域。

## 行政区划
树窝乡撤销前下辖以下地区：
树窝村、陈家村、大湾村、斯一勒比村和洛资村。